# الأرواح الحيوانية (كتاب)
الأرواح الحيوانية: كيف يقود علم النفس البشري الاقتصاد (بالإنجليزية: Animal Spirits: How Human Psychology Drives the Economy, and Why It Matters for Global Capitalism)‏ هو كتاب من تأليف جورج أكرلوف وروبرت شيلر نُشر لأول مرّة عام 2009؛ يُناقش الكتاب تأثير علم النفس البشري على الاقتصاد ولماذا هو مهم رأس المال، هدف لتعزيز فهم الدور الذي تلعبه العواطف في التأثير على صنع القرار الاقتصادي. وفقًا للمؤلفين يميل الاقتصاديون إلى تقليل التأكيد على أهمية العوامل العاطفية حيث يصعب نمذجة وقياس تأثيرات العواطف. يؤكد الكتاب أن مجموعة متنوعة من الأسئلة المحيرة يمكن الإجابة عليها بمجرد أن يسمح المرء بتأثير الدوافع العاطفية أو «الأرواح الحيوانية» على العوامل الاقتصادية.
بدأ أكيرلوف وشيلر في كتابة الكتاب في عام 2003. وأثناء الانتهاء من العمل بعد الأزمة المالية في 2007-2008 ، وضع المؤلفان لأنفسهم هدفًا إضافيًا يتمثل في تعزيز تدخل حكومي أمريكي أكثر عدوانية للتخفيف من الأزمات مما كان يُنظر إليه في فبراير 2009. لقد أكدوا مرارًا وتكرارًا على الحاجة إلى اتخاذ إجراء حاسم يستهدف استعادة التدفقات الائتمانية وزيادة الحافز العام من الحكومة أكثر بكثير مما سيكون عليه الحال، ذلك بسبب مستويات الثقة المنخفضة للغاية بشأن الآفاق الاقتصادية على المدى القصير والمتوسط.

## ملخص
تشير المقدمة إلى استخدام كينز لعبارة «الأرواح الحيوانية» والتي استخدمها لوصف القوى النفسية التي تُفسر جزئيًا سبب عدم اتجاه الاقتصاد بالطريقة التي تنبأ بها الاقتصاد الكلاسيكي -وهو نظام فكري يتوقع أن يتصرف الفاعلون الاقتصاديون كائنات عاقلة غير عاطفية- يؤكد المؤلفون أن الثورة الكينزية تم إضعافها حيث قام الكينزيون تدريجياً بإلغاء أهمية الأرواح الحيوانية لاستيعاب آراء الاقتصاديين الذين فضلوا النظام الكلاسيكي أو الكلاسيكي الجديد الأبسط.
تمضي المقدمة لتصف كيف تشير أفكار كينز إلى أن الاقتصاد سيعمل بشكل أفضل مع مستوى مرتفع إلى حد ما من التدخل الحكومي والذي يقارنه بالمنزل السعيد حيث يزدهر الأطفال مع آباء غير سلطويين للغاية (كما هو الحال في الاقتصاد الماركسي) ولا متساهل للغاية (كما هو الحال في الاقتصاد النيوليبرالي). يذكر المؤلفون أن الأبحاث الحديثة تدعم الآن مفهوم الأرواح الحيوانية بشكل أقوى بكثير مما كان كينز قادرًا على ذلك وأعربوا عن أملهم في أن يقتنع زملائهم الاقتصاديين بذلك،

## الاستقبال والانتقاد
كتب كليف كروك، بمراجعة الكتاب في الفاينانشيال تايمز «إنه كتاب رائع في الوقت المناسب تمامًا... الأرواح الحيوانية تحمل طموحها بخفة -لكنها مع ذلك طموّحة- سيرى الاقتصاديون ذلك كنوع من البيان» يقول أندرو روزنبلوم في نيويورك أوبزرفر [الإنجليزية] «تكون الأرواح الحيوانية أكثر إلحاحًا عندما يستدعى المؤلفون جميع الأنماط السلوكية الرئيسية لشرح الظواهر الشاسعة والمعقدة مثل الكساد الكبير ... الأرواح الحيوانية... موجهة بشكل مباشر إلى القارئ العام وهو محق في ذلك، أصبح الاقتصاد الكلي الآن من شؤون الجميع - فالبنوك تلعب بأموالنا.»
كان الاستثناء من المراجعات المتوهجة العديدة التي تلقاها الكتاب هو النقد من القاضي ريتشارد بوسنر في ذا نيو ريببلك. ورد المؤلفون على انتقادات بوسنر في مقال نُشر بعد أسابيع قليلة في نفس الدورية. وفي نفس اليوم وفي نفس الدورية، رد بوسنر على رد المؤلفين.
أُدرج كتاب الأرواح الحيوانية في القائمة المختصرة لجائزة فاينانشيال تايمز وكتاب ماكينزي للأعمال [الإنجليزية] للعام للعام 2009.

### باللغة الإنكليزية
1. ↑  CORNISH، SELWYN (2009). "Review of Animal Spirits. How Human Psychology Drives The Economy, And Why It Matters For Global Capitalism". Agenda: A Journal of Policy Analysis and Reform. ج. 16 ع. 4: 117–121. ISSN:1322-1833. مؤرشف من الأصل في 2021-10-19.
2. ↑  Animal spirits: how human psychology drives the economy, and why it matters for global capitalism (بالإنجليزية), 2009, ISBN:978-1-4418-1665-8, Archived from the original on 2021-10-19, Retrieved 2021-10-19
3. ↑  "reviews quoted on Publishers page for the book". مؤرشف من الأصل في 2009-03-03. اطلع عليه بتاريخ 2009-03-01.
4. ↑  Richard Posner (15 أبريل 2009). "Shorting Reason". ذا نيو ريببلك. مؤرشف من الأصل في 2012-08-06. اطلع عليه بتاريخ 2010-05-20.
5. ↑  George Akerlof and Robert Shiller (8 مايو 2009). "Disputations: Our New Theory Of Macroeconomics". ذا نيو ريببلك. مؤرشف من الأصل في 2012-08-06. اطلع عليه بتاريخ 2010-05-20.
6. ↑  Richard Posner (8 مايو 2009). "Disputations: A Case of Misrepresentation". ذا نيو ريببلك. مؤرشف من الأصل في 2012-08-06. اطلع عليه بتاريخ 2010-09-11.